# Ботар
Бота́р — село в Пийтерфолвівській сільській громаді Берегівського району Закарпатської області України. Населення становить 924 особи.

## Географія
Відстань до обласного центру становить 105 км, до райцентру становить 31 км, що проходить автошляхом місцевого значення. Відстань до найближчої залізничної станції Дяково становить 4 км.

## Населення
У ХІІІ столітті тут мешкало 950 осіб, серед яких переважало угорське населення 770 осіб (80 %).
1910 року чисельність населення складала 540 осіб, переважно угорці.
Згідно з переписом УРСР 1989 року чисельність наявного населення села становила 870 осіб, з яких 407 чоловіків та 463 жінки.
За переписом населення України 2001 року в селі мешкало 913 осіб.

### Мова
Розподіл населення за рідною мовою за даними перепису 2001 року:
| Мова       | Відсоток |
| ---------- | -------- |
| угорська   | 96,32 %  |
| українська | 3,14 %   |
| російська  | 0,32 %   |
| словацька  | 0,11 %   |

## Історія
В урочищі Голомдомб, на віддалі 1,5 кілометри на південний захід від Братового — поселення епохи неоліту культури алфельдської мальованої кераміки. Тут є також курганна група. В 1976 році досліджено курган, де виявлено трупоспалення в урнах, які супроводжувалися залізною зброєю. Датується першою половиною ІІІ століття нашої ери. На південний схід від Братового, в урочищі Кошані Лен та Чорні Води — поселення епохи неоліту. В урочищі Петро і Гадидатаг розташоване поселення першої половини І тисячоліття (ранньо-провінціальна культура) і поселення давніх слов'ян VIII — IX століть.
Перша згадка про містечко Батар датується 1216 роком. У XIV столітті тут мешкали вихідці із Фламандії, але пізніше їх не згадували.
У XVI столітті містечко перебувало у володінні родин Ветеші, Перені та Дьюлаі.
Ботар зазнав значних руйнувань та втрат серед місцевого населення під час монголо-татарської навали 1241 року та через численні напади османського та татарського війська у 1717 році.
Після 1717 року в селі оселилися русини.
Згідно з рішенням Закарпатської обласної Ради від 18 лютого 1997 року «Про зміни в адміністративно-територіальному устрої області» було повернено історичні назви багатьом населеним пунктам Виноградівського району, у тому числі й селу Братово повернуто історичну назву — Ботар.

## Освіта
У селі працює Ботарська загальоосвітня школа I ступіню (директор Данич Марія Петрівна) з угорською мовою навчання, а для найменших мешканців села працює дошкільний навчальний заклад.
Всі культурні заходи проходять в сільському Будинку культури, де щодня працює бібліотека.

### Сільська бібліотека
Сільська бібліотека, що на початках свого існування відома як хата-читальня, заснована 1949 року у приватній оселі Лайоша Клана. Це була невеличка кімнатка з однією книжковою полицею.
1952 року, у новозбудованому приміщенні сільського клубу, відчинила свої двері перша місцева бібліотека, завідувачем якої стала Ешпан Ганна Олексіївна.
За весь час свого існування бібліотека неодноразово нагороджувалася грамотами та подяками. Так, у 1977 році бібліотека зайняла ІІІ місце серед бібліотечних установ району у соціалістичному змаганні за кращу постановку культурноосвітньої роботи. Цього ж року бібліотека отримала атестаційне свідоцтво яке підтверджувало, що бібліотека села Братове Виноградівського району відповідає званню «Культурно-освітня установа відмінної роботи».
Бібліотека брала активну участь в організації та проведенні різноманітних масових заходів, як у селі та й у районному центрі.
Від 1992 року завідувачем бібліотеки—філії с. Ботар працює Гергель Терезія Юріївна. У 2007 році, завдяки виграному гранту, бібліотека отрималала ксерокопіровальний апарат, а 2009 року — офісний комп'ютер з підключенням до мережі Інтернет.
Книжковий фонд бібліотеки на сьогоднішній час становить 4812 примірників та обслуговує 500 користувачів.

## Історичні пам'ятки

### Культові споруди
- Колись в селі існувала середньовічна римсько-католицька церква, якою після Реформації користувалися місцеві протестанти. У ХІХ столітті протестантська церква занепала і з часом зникла. До наших часів не збереглася.
- Церква св. арх. Михайла. 1903. У 1751 р. згадується дерев'яна церква св. Михайла з вежею, у посередньому стані, з одним дзвоном, вкрита соломою, прикрашена паперовими і двома мальованими на дереві образами. У 1775 р. в селі була «дерев'яна церква перед 16 роками збудована од парохіян із найсильшпіих тесаних бервен (брусов). Филіялки має дві: Форґолан, по людской памяти не мала ани церкви, ани фари, ани дяка. Друга филіялка: Неветленфалу, где подобно нич не било, на колько люде памятають». У 1903 р. освячено струнку муровану церкву. Прикрашений рослинним орнаментом іконостас вирізав, очевидно, Антон Новаковський, який в угорському тексті на зворотному боці іконостаса названий золотарем, а 39 ікон намалював художник Владислав Шишовський, пензлю якого належить також картина «Христос на Синайській горі». Відбулося це за священика Михайла Шуби, дяка Василя Кевера, кураторів Юрія Дюровського та Михайла Ешпана, дзвонаря Михайла Кедєша. Картина «Богородиця» походить з 19 ст., «Вознесіння Христове» — з початку 20 ст. Менший дзвін подарував Михайло Ешпан, великий датовано 1930 роком. Парох села Йосип Леґеза був ув'язнений у таборах СРСР з 1949 по 1954 р.

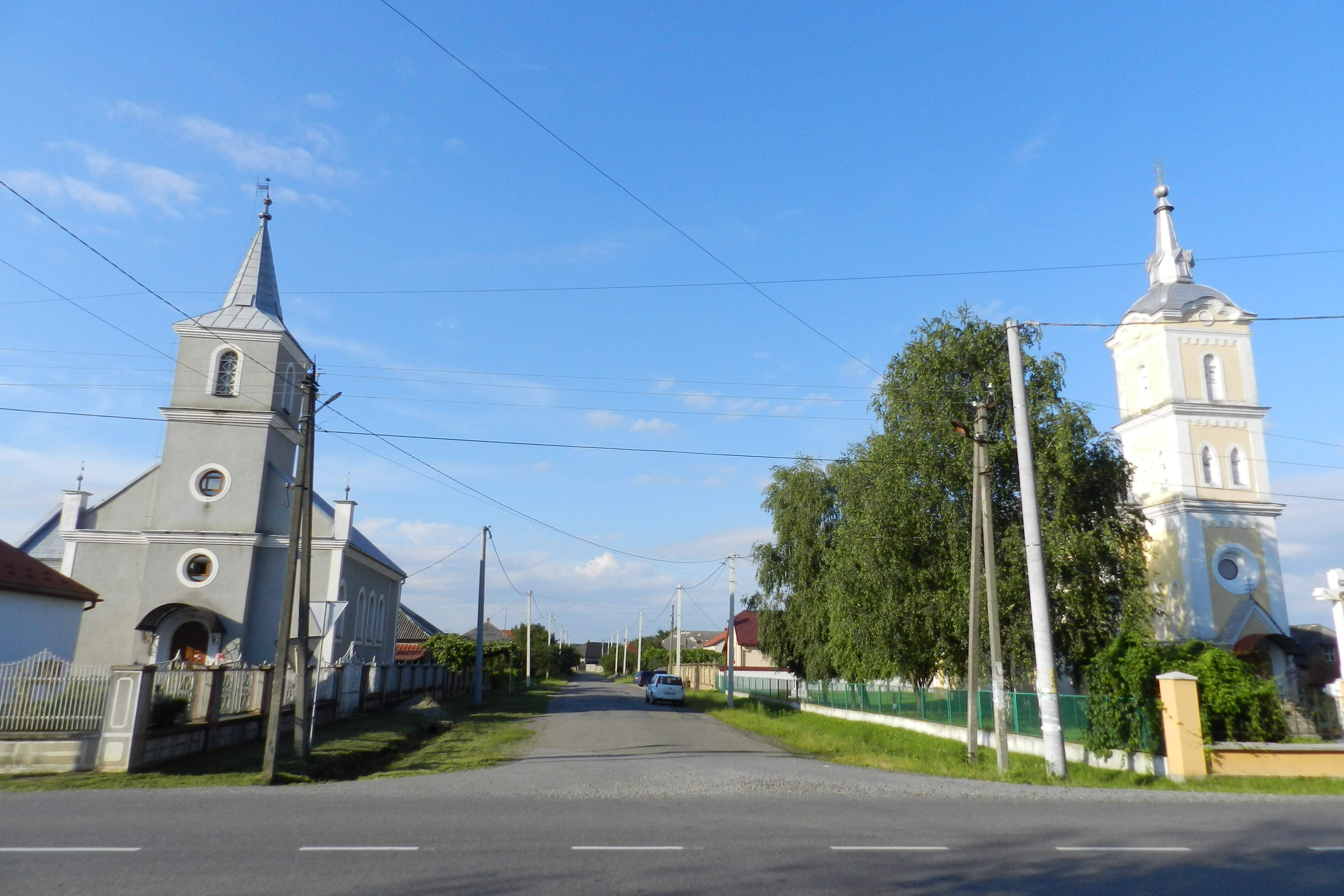
Обидві церкви села Ботар - поруч

- Обидві церкви села Ботар - поруч Православна церква була збудована у ХІХ столітті.

## Музеї
У Ботарі діє перший в Україні та взагалом у Східній Європі музей леквару (вул. Петефі, 2).

## Туристичні місця
- В урочищі Голомдомб, на віддалі 1,5 кілометри на південний захід від Братового — поселення епохи неоліту культури алфельдської мальованої кераміки.
- В 1976 році досліджено курган, де виявлено трупоспалення в урнах, які супроводжувалися залізною зброєю. Датується першою половиною ІІІ століття нашої ери.
- На південний схід від Братового, в урочищі Кошані Лен та Чорні Води — поселення епохи неоліту.
- В урочищі Петро і Гадидатаг розташоване поселення першої половини І тисячоліття (ранньо-провінціальна культура) і поселення давніх слов'ян VIII — IX століть.
- храм св. арх. Михайла. 1903
- Православна церква була збудована у ХІХ столітті.
- У Ботарі діє перший в Україні та взагалом у Східній Європі музей леквару 

## Відомі жителі
Авель Антал Сочка (угор. Szocska Antal Ábel; нар. 24 вересня 1972 р., Ботар) — священик Угорської греко-католицької церкви, василіянин; з 31 жовтня 2015 — апостольський адміністратор, а 7 квітня 2018 — єпископ Ньїредьгазької єпархії; від 10 лютого 2016 року виконував уряд протоігумена василіянської провінції святого Стефана в Угорщині.
Дубяков Юрій Вікторович (1965 - 23.10.2022  - Герой України. Загинув обороняючи Батьківщину від російських загарбників.